# Anna Bergendahl
Anna Henrietta Bergendahl (ur. 11 grudnia 1991 w Sztokholmie) – szwedzka piosenkarka, autorka tekstów i kompozytorka. Reprezentantka Szwecji podczas 55. Konkursu Piosenki Eurowizji (2010).

## Rodzina i edukacja
W młodości mieszkała w Nyköping i Katrineholm. Posiada irlandzkie korzenie ze strony babci, która urodziła się i wychowywała w Irlandii.
Od 2016 jest studentką medycyny na wydziale lekarskim na uniwersytecie w Örebro.

## Kariera zawodowa
Po raz pierwszy wystąpiła publicznie w wieku ośmiu lat, śpiewając w katedrze w York. W 2004 uczestniczyła w programie TV4 Super Troopers.

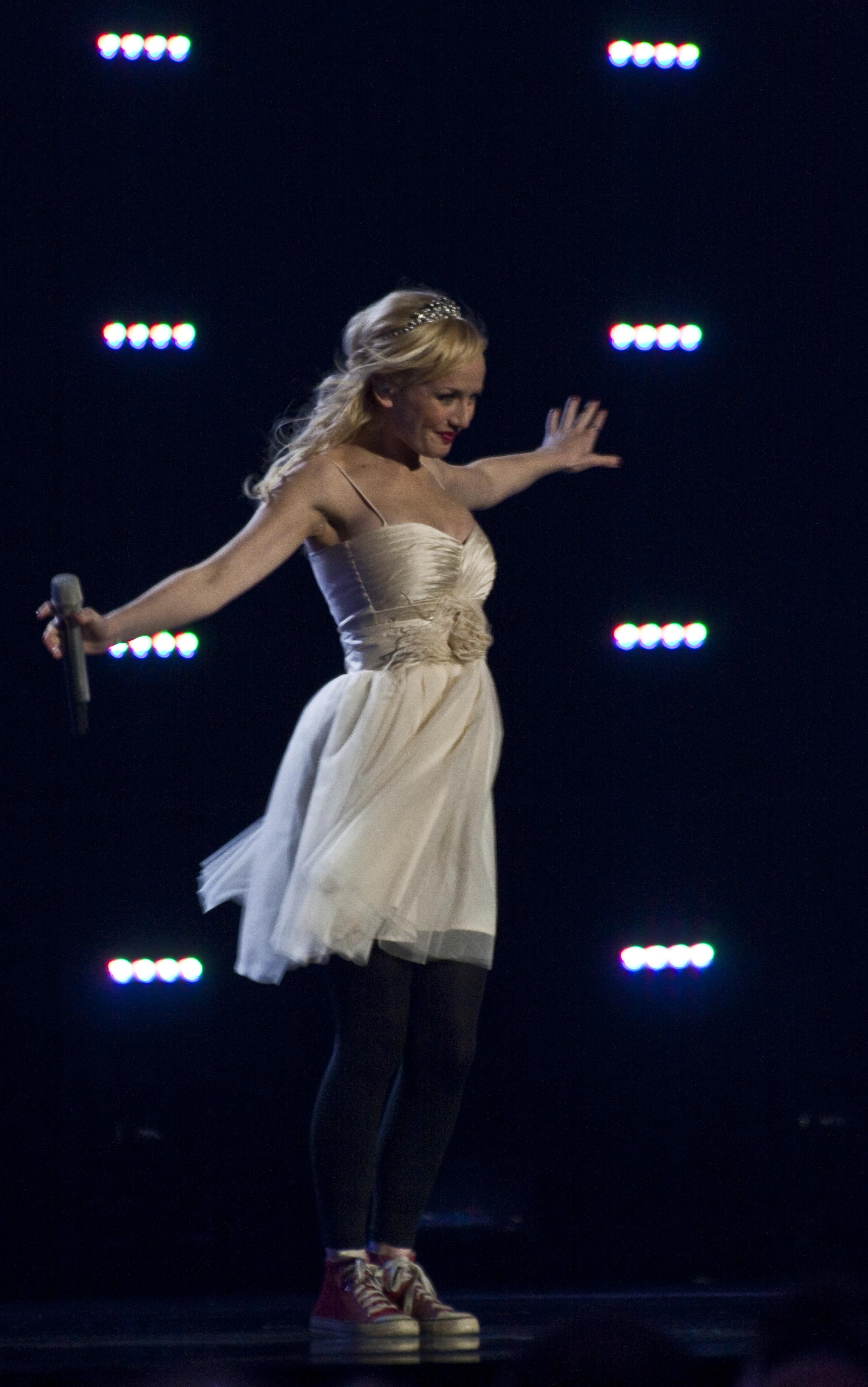
Bergendahl podczas 55. Konkursu Piosenki Eurowizji (2010)

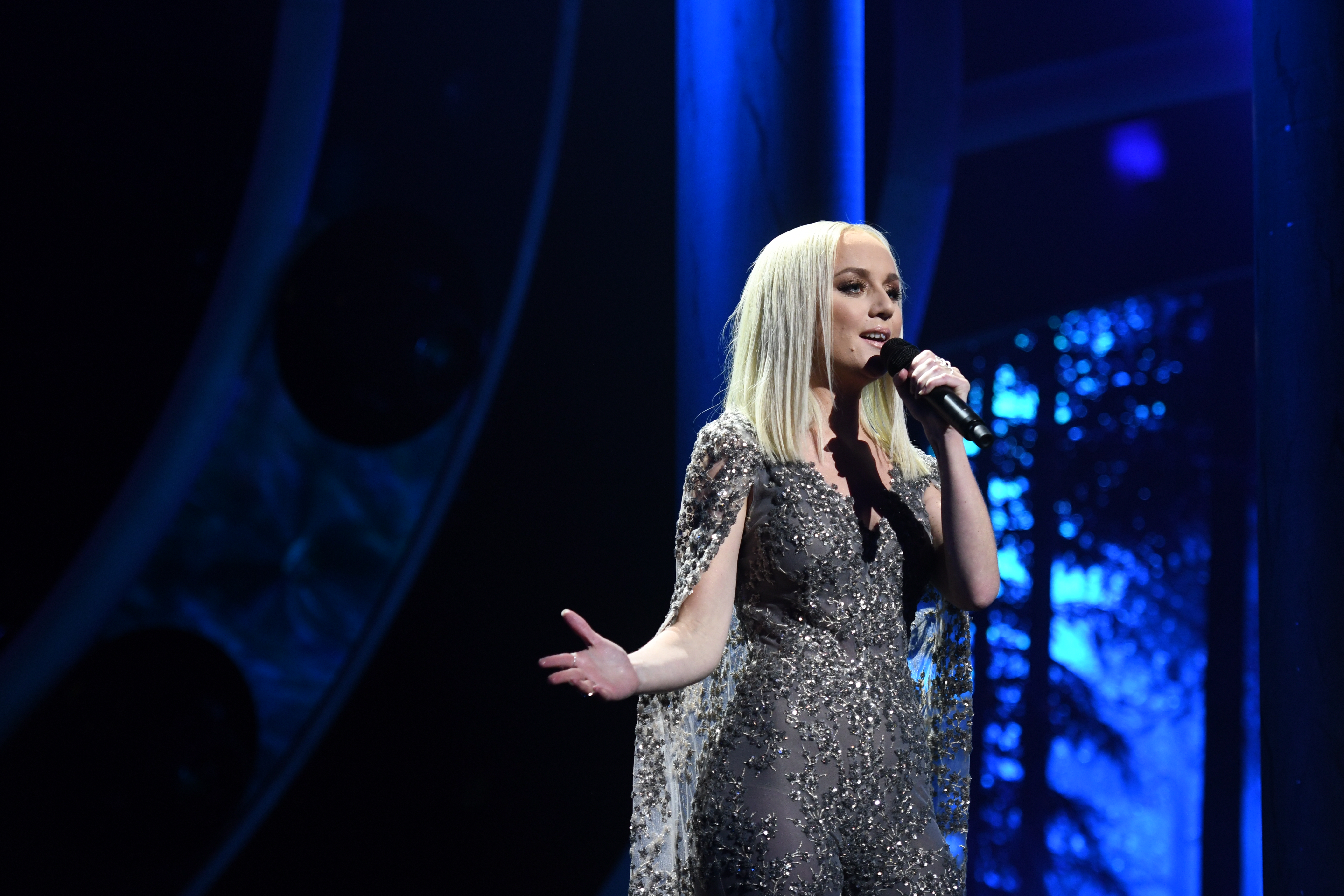
Bergendahl podczas Melodifestivalen 2019

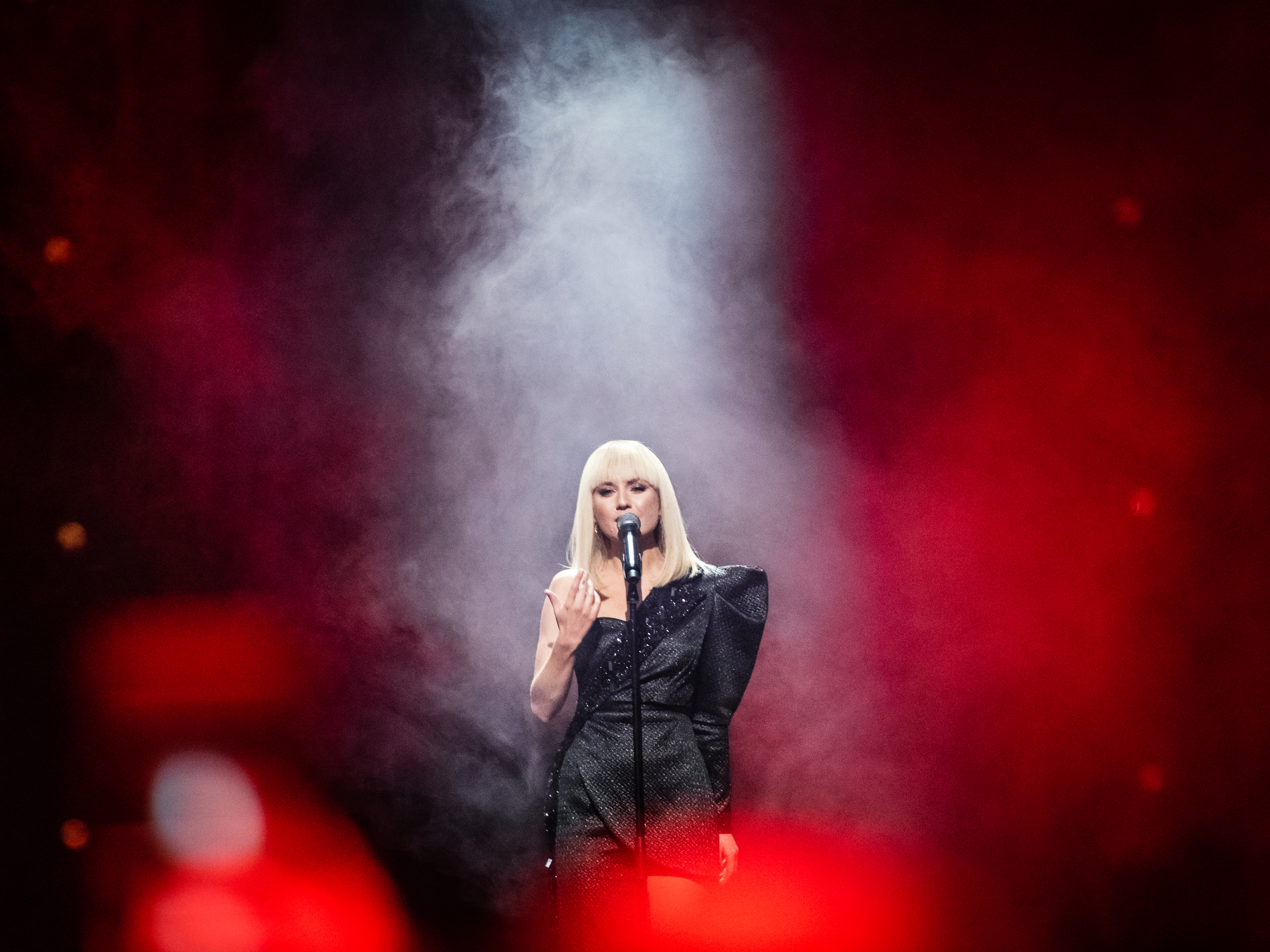
Bergendahl podczas finału Melodifestivalen 2020

W 2008 wzięła udział w szwedzkiej edycji programu Idol. Zajęła piąte miejsce. W 2010 z utworem „This Is My Life” zwyciężyła w programie Melodifestivalen 2010 i, reprezentując Szwecję, zajęła 11. miejsce w półfinale 55. Konkursu Piosenki Eurowizji w Oslo, przez co – jako pierwsza od 34 lat reprezentantką swojego kraju w konkursie – nie awansowała do finału. W tym samym roku wydała debiutancki album studyjny pt. Yours Sincerely 24 października 2012 wydała album pt. Something to Believe In.
W 2019 z utworem „Ashes to Ashes” zajęła 10. miejsce w finale programu Melodifestivalen 2019 oraz wystąpiła w koncercie London Eurovision Party poprzedzającym 64. Konkurs Piosenki Eurowizji w Tel Awiwie. W 2020 z utworem „Kingdom Come” zajęła trzecie miejsce w finale programu Melodifestivalen 2020 oraz zwyciężyła w nieoficjalnym plebiscycie OGAE Second Chance Contest organizowanym przez kluby OGAE, który to wygrała z sumą 344 punktów.

## Dyskografia
Albumy studyjne
| Tytuł                   | Szczegóły                                                                                      | Najwyższa pozycja |
| Tytuł                   | Szczegóły                                                                                      | SWE               |
| ----------------------- | ---------------------------------------------------------------------------------------------- | ----------------- |
| Yours Sincerely         | - Wydanie: 14 kwietnia 2010' - Wytwórnia: Universal Music Group - Format: CD, Digital download | 1                 |
| Something to Believe In | - Wydanie: 24 października 2012 - Wytwórnia: Lionheart Records - Format: CD, Digital download  | 13                |

### EP
| Tytuł                            | Szczegóły                                                                                     |
| -------------------------------- | --------------------------------------------------------------------------------------------- |
| Anna Bergendahl                  | - Wydanie: 16 września 2012 - Wytwórnia: Lionheart Record - Format: CD, digital download      |
| Live from Skandvie Studio        | - Wydanie: 23 października 2015 - Wytwórnia: Lionheart Record - Format: Digital download      |
| We Were Never Meant to Be Heroes | - Wydanie: 17 maja 2018 - Wytwórnia: Freebird Entertainment - Format: Digital download        |
| Vera                             | - Wydanie: 9 października 2020 - Wytwórnia: Freebird Entertainment - Format: Digital download |

Single
| „Release Me”                                                     | 2008 | 58 | – | –                      | Idol 2008                        |
| „Save Up All Your Tears”                                         | 2008 | 57 | – | –                      | Idol 2008                        |
| „Bleeding Love”                                                  | 2008 | 60 | – | –                      | Idol 2008                        |
| „Over the Rainbow”                                               | 2008 | 53 | – | –                      | Idol 2008                        |
| „This Is My Life”                                                | 2010 | 1  | 6 | - SWE: platynowa płyta | Yours Sincerely                  |
| „The Army”                                                       | 2010 | –  | – | –                      | Yours Sincerely                  |
| „Live and Let Go”                                                | 2012 | –  | – | –                      | Something to Believe In          |
| „I Hate New York”                                                | 2013 | –  | – | –                      | Something to Believe In          |
| „Business”                                                       | 2015 | –  | – | –                      | –                                |
| „For You”                                                        | 2015 | –  | – | –                      | –                                |
| „Vice”                                                           | 2018 | –  | – | –                      | We Were Never Meant to Be Heroes |
| „Broken Melody”                                                  | 2018 | –  | – | –                      | We Were Never Meant to Be Heroes |
| „We Were Never Meant to Be Heroes”                               | 2018 | –  | – | –                      | We Were Never Meant to Be Heroes |
| „Raise the Vibe”                                                 | 2018 | –  | – | –                      | –                                |
| „Just Another Christmas”                                         | 2018 | –  | – | –                      | –                                |
| "Ashes to Ashes”                                                 | 2019 | 12 | – | - SWE: złota płyta     | Melodifestivalen 2019            |
| „Home”                                                           | 2019 | –  | – | –                      | –                                |
| „Speak Love”                                                     | 2019 | –  | – | –                      | –                                |
| "Kingdom Come”                                                   | 2020 | 9  | – | - SWE: platynowa płyta | Melodifestivalen 2020            |
| „Thelma and Louise”                                              | 2020 | 13 | – | –                      | Vera                             |
| „It Never Snows In California”                                   | 2020 | –  | – | –                      | –                                |
| „Grain of Trust”                                                 | 2021 | 30 | – | –                      | –                                |
| „Bottom Of This Bottle” (& Tyler Rich)                           | 2021 | –  | – | –                      | –                                |
| „Higher Power”                                                   | 2022 | 17 | – | –                      | Melodifestivalen 2022            |
| „Demons and Dreams”                                              | 2022 | –  | – | –                      | –                                |
| „–” singel nie był notowany lub nie został wydany w danym kraju. |      |    |   |                        |                                  |